# ジレンゴ
ジレンゴ（Zilengo/Zi Lengo）は、動物学者の丘浅次郎が創案した国際補助語。

## 特徴
単語はラテン語・イタリア語・フランス語などから採られている。後述するようにエスペラントと共通する点も多く、patro（父）やamiko（友人）のようにエスペラントと一致する語彙も少なくない。ただしジレンゴでは日本語と同様に複数形という概念は存在せず、男性形・女性形といった概念もない。また名詞にはヴォラピュクと同様、4種の格語尾が存在する。

## 文例
- Za amos il homovo 「私はあの女を愛する」[丘 1]
- Za ve donis kest libro 「私は汝に此書を与へるてあらう」[丘 1]

なお言語の名称であるジレンゴ（Zi-lengo）は「我らの言葉」を意味する。

## 歴史
語学に関心のあった丘は、英語・ドイツ語・フランス語・ラテン語・イタリア語を学んだのち、1879年に発表されたヴォラピュクは習得するのが難しい言語であると考えたことから、新たな国際補助語として1888年-1889年頃にこの言語を創案した。当初はジレンゴの文法書『Gramatiko di Zilengo』や、辞書『Vortolibro di Zilengo』を著す計画も立てていた。
1891年に丘は留学先のドイツにおいて、1887年に文法書が出版されていたエスペラントの存在を知る。その際ジレンゴとの共通点が多いため面白く感じ、欠点もあるが将来性のある国際語であると考えた。これがきっかけとなり、丘は1906年に結成された日本エスペラント協会に参加している。
1906年に丘が『中央公論』へ寄稿した「世界語の将来」における言及が、文献上の初見とされる。ジレンゴによる文章としては、丘が『エスペラント La Revuo Orienta』1941年3月号に寄稿した「Antaŭ kvindek jaroj」がある。しかし丘はジレンゴの詳細については公表しなかったという。
なおジレンゴと共通する語彙を多く含む人工言語として、Jean Pirroが1868年に創案したUniversalglotも存在する。

### 丘浅次郎の著述
1. 1 2 3 4 5 6 7 8  「世界語の将来」『中央公論』第21年第11号（第212号）、1906年11月、10-17頁。
2. 1 2 3 4 5 6 7 8 9  「趣味の語学」『婦人之友』1938年4月号。『エスペラント La Revuo Orienta』1964年5月号、日本エスペラント学会、20-22頁による。

### その他の出典
1. 1 2 3 4  金生正道「日本人がつくった世界語――丘浅次郎とジレンゴ」『ことばの宇宙』1966年7月号（特集 世界語への道）、東京言語研究所附属機関ラボ教育センター、27-28頁。
2. 1 2 3 4 5 6  三宅史平「国際補助語」『言語教育学叢書』第1期第4巻（言語教育と関連諸科学）、文化評論出版、1967年、81頁。
3. 1 2 3  豊田国夫『言語政策の研究』錦正社、1968年、625-627頁。
4. ↑  泉幸男「国際語」『日本大百科全書』第9巻、小学館、1986年、144頁。ISBN 978-4-09-526009-9。
5. 1 2 3  小坂狷二「Zilengoのdeklinacio」『エスペラント La Revuo Orienta』1964年7月号、日本エスペラント学会、22-23頁
6. ↑  柴田巌・後藤斉 編、峰芳隆 監修『日本エスペラント運動人名事典』ひつじ書房、2013年、105-106頁。ISBN 978-4-89476-664-8。